# دين بي. تايلور
دين بي. تايلور هو محامي ومدير وسياسي أمريكي، ولد في 1902 في تروي في الولايات المتحدة، وتوفي في 16 أكتوبر 1977 في ألباني في الولايات المتحدة. نشط حزبياً في الحزب الجمهوري.

## مناصب
- انتخب رئيس مجلس الإدارة (1953 – 1954).
- انتخب مندوب [الإنجليزية]‏ (1940 – 1940).
- انتخب وكيل وزارة العدل الأميركية (1927 – 1930).
- انتخب عضو مجلس النواب الأمريكي [الإنجليزية]‏.